# Ermin Zec
Ermin Zec (ur. 18 lutego 1988 w Bugojnie) – piłkarz bośniacki grający na pozycji napastnika. Od 2017 jest zawodnikiem klubu Gazişehir Gaziantep.

## Kariera klubowa
Karierę piłkarską Zec rozpoczął w klubie Iskra Bugojno. W 2006 awansował do kadry pierwszej drużyny i w sezonie 2006/2007 grał w barwach Iskry w bośniackiej trzeciej lidze. Następnie w 2007 odszedł do chorwackiego zespołu HNK Šibenik. W chorwackiej ekstraklasie zadebiutował 21 lipca 2007 w przegranym 0:5 wyjazdowym spotkaniu z Dinamem Zagrzeb. Z kolei 4 sierpnia tamtego roku w meczu z NK Zadar (2:2) strzelił pierwszą bramkę w lidze. W kolejnych trzech sezonach należał do najlepszych strzelców Šibeniku i w tym okresie strzelił 33 gole.
Latem 2010 Zec podpisał czteroletni kontrakt z tureckim Gençlerbirliği SK, do którego przeszedł za 4 miliony euro. W tureckiej lidze zadebiutował 14 sierpnia 2010 w zremisowanym 0:0 wyjazdowym spotkaniu z Eskişehirsporem. 28 sierpnia w meczu z Bucasporem strzelił pierwszego gola w tureckiej lidze. W sezonie 2014/2015 grał w HNK Rijeka, a następnie w Balıkesirsporze. 27 lipca 2015 Zec podpisał roczny kontrakt z FK Qəbələ. W 2016 roku przeszedł do Kardemir Karabüksporu, a w 2017 do Gazişehir Gaziantep.
| Sezon   | Klub                 | Kraj                 | Rozgrywki    | Mecze | Bramki |
| ------- | -------------------- | -------------------- | ------------ | ----- | ------ |
| 2006/07 | Iskra Bugojno        | Bośnia i Hercegowina | III. liga    | 27    | 11     |
| 2007/08 | HNK Šibenik          | Chorwacja            | 1. HNL       | 30    | 8      |
| 2008/09 | HNK Šibenik          | Chorwacja            | 1. HNL       | 27    | 14     |
| 2009/10 | HNK Šibenik          | Chorwacja            | 1. HNL       | 22    | 11     |
| 2010/11 | Gençlerbirliği SK    | Turcja               | Süper Lig    | 24    | 5      |
| 2011/12 | Gençlerbirliği SK    | Turcja               | Süper Lig    | 32    | 7      |
| 2012/13 | Gençlerbirliği SK    | Turcja               | Süper Lig    | 29    | 6      |
| 2013/14 | Gençlerbirliği SK    | Turcja               | Süper Lig    | 27    | 6      |
| 2014/15 | HNK Rijeka           | Chorwacja            | 1. HNL       | 3     | 1      |
| 2014/15 | Balıkesirspor        | Turcja               | Süper Lig    | 16    | 7      |
| 2015/16 | FK Qəbələ            | Azerbejdżan          | Premyer Liqa | 23    | 7      |
| 2016/17 | Kardemir Karabükspor | Turcja               | Süper Lig    | 20    | 6      |
| 2017/18 | Gazişehir Gaziantep  | Turcja               | TFF 1. Lig   | 13    | 1      |

## Kariera reprezentacyjna
W latach 2007–2010 Zec grał w reprezentacji Bośni i Hercegowiny U-21, w której rozegrał 5 spotkań. W dorosłej reprezentacji zadebiutował 19 listopada 2008 roku w wygranym 4:3 towarzyskim spotkaniu ze Słowenią.